# 张德华 (1927年)
张德华（1927年—），蒙古族，内蒙古自治區赤峰市宁城县人。中华人民共和国政治人物。

## 生平
1946年2月参加工作，历任喀喇沁右旗自治会宣传股长、民政科长；在冀察热辽中央分局研究室工作；热河省委组织部党员管理处任处长办公室主任。1956年4月至1958年3月，担任昭乌达盟盟委组织部长。1958年，任中共喀喇沁旗委第一书记。1959年，任红山电厂厂长。1961年，历任中共昭乌达盟盟委副书记。1963年10月至1965年3月，担任共青团内蒙古自治区第四届委员会书记（副书记为苏平、沙梯、许维俊、宝音图）。1964年7月，共青团九届一中全会上，她担任团中央书记处候补书记（其他为李淑铮、徐惟诚、胡启立）。1966年8月13日，红卫兵攻占团中央办公楼。8月15日，胡耀邦、胡克实、王伟、胡启立、张德华停职反省。之后担任中国共产党内蒙古自治区委员会宣传部部长、中华人民共和国农业部乡镇企业局副局长。1987年，离休。